# Cimitero del Calvaire
Il cimitero del Calvaire (cimitero del Calvario, in francese cimetière du Calvaire) è un cimitero situato nella zona nord del quartiere Montmartre; insieme al Cimitero di Charonne è uno degli ultimi cimiteri parigini collegiato alla propria chiesa parrocchiale. È il più piccolo di tutti i cimiteri parigini a causa della superficie di circa 600 m²; vi si possono contare appena 87 tombe.

## Storia
Il cimitero venne ufficialmente istituito nel 1688; fece parte del complesso monastico dell'abbazia reale di Montmartre dopodiché venne in buona parte smantellato e da qui la chiesa di Saint-Pierre-de-Montmartre ne acquistò quello che rimaneva. Durante la Rivoluzione francese venne temporaneamente chiuso.
Venne riaperto nel 1801 per ospitare le tombe dei residenti. Nel 1831 venne chiuso definitivamente, in corrispondenza alla creazione del cimitero di Saint-Vincent da parte del quartiere di Montmartre.
È possibile visitare il cimitero ogni 1º novembre, giorno di Ognissanti.

## Personalità sepolte
- Il duca de Crillon (Louis di Balbes di Berton) (1742-1806): duca e generale, il suo nome venne dato all'Hôtel de Crillon in Place de la Concorde;
- Felix Desportes (1763-1849): sindaco ed ambasciatore;
- Il barone Antoine Portal (1742-1832): medico e chirurgo, fondatore dell'"Académie de médecine" nel 1820;
- Il conte Louis-Antoine de Bougainville (1729-1811): ammiraglio ed esploratore;
- Il conte Mathieu Dumas (1753-1837): generale, ministro dell'Impero, scrittore;
- Jean-Baptiste Pigalle (1714-1785): scultore;
- Étienne-Alexandre Bernier (1762-1806): vescovo di Orléans.